# Osse (Doubs)
Pour les articles homonymes, voir Osse.
Ne doit pas être confondu avec Ossé.
Osse est une commune française située dans le département du Doubs, la région culturelle et historique de Franche-Comté et la région administrative Bourgogne-Franche-Comté. 
Ses habitants se nomment les Oussots et Oussottes.

## Géographie
Le village est établi au bord du premier plateau au pied du bois de la Côte du Mont qui domine la vallée du Doubs.

### Climat
Pour des articles plus généraux, voir Climat de la Bourgogne-Franche-Comté et Climat du Doubs.
En 2010, le climat de la commune est de type climat de montagne, selon une étude du Centre national de la recherche scientifique s'appuyant sur une série de données couvrant la période 1971-2000. En 2020, Météo-France publie une typologie des climats de la France métropolitaine dans laquelle la commune est exposée à un climat semi-continental et est dans la région climatique  Jura, caractérisée par une forte pluviométrie en toutes saisons (1 000 à 1 500 mm/an), des hivers rigoureux et un ensoleillement médiocre. 
Pour la période 1971-2000, la température annuelle moyenne est de 9,9 °C, avec une amplitude thermique annuelle de 17,1 °C. Le cumul annuel moyen de précipitations est de 1 267 mm, avec 13,5 jours de précipitations en janvier et 10,4 jours en juillet. Pour la période 1991-2020, la température moyenne annuelle observée sur la station météorologique de Météo-France la plus proche, « Pouligney », sur la commune de Pouligney-Lusans à 7 km à vol d'oiseau, est de 10,9 °C et le cumul annuel moyen de précipitations est de 1 214,6 mm. 
La température maximale relevée sur cette station est de 40 °C, atteinte le 25 juillet 2019 ; la température minimale est de −23 °C, atteinte le 20 décembre 2009,,. 
Les paramètres climatiques de la commune ont été estimés pour le milieu du siècle (2041-2070) selon différents scénarios d'émission de gaz à effet de serre à partir des nouvelles projections climatiques de référence DRIAS-2020. Ils sont consultables sur un site dédié publié par Météo-France en novembre 2022.

## Urbanisme

### Typologie
Au 1er janvier 2024, Osse est catégorisée commune rurale à habitat dispersé, selon la nouvelle grille communale de densité à 7 niveaux définie par l'Insee en 2022.
Elle est située hors unité urbaine. Par ailleurs la commune fait partie de l'aire d'attraction de Besançon, dont elle est une commune de la couronne,. Cette aire, qui regroupe 310 communes, est catégorisée dans les aires de 200 000 à moins de 700 000 habitants,.

### Occupation des sols
L'occupation des sols de la commune, telle qu'elle ressort de la base de données européenne d’occupation biophysique des sols Corine Land Cover (CLC), est marquée par l'importance des territoires agricoles (50 % en 2018), une proportion sensiblement équivalente à celle de 1990 (50,4 %). La répartition détaillée en 2018 est la suivante : 
forêts (45,6 %), zones agricoles hétérogènes (34,2 %), terres arables (15,8 %), zones urbanisées (4,3 %). L'évolution de l’occupation des sols de la commune et de ses infrastructures peut être observée sur les différentes représentations cartographiques du territoire : la carte de Cassini (XVIIIe siècle), la carte d'état-major (1820-1866) et les cartes ou photos aériennes de l'IGN pour la période actuelle (1950 à aujourd'hui).

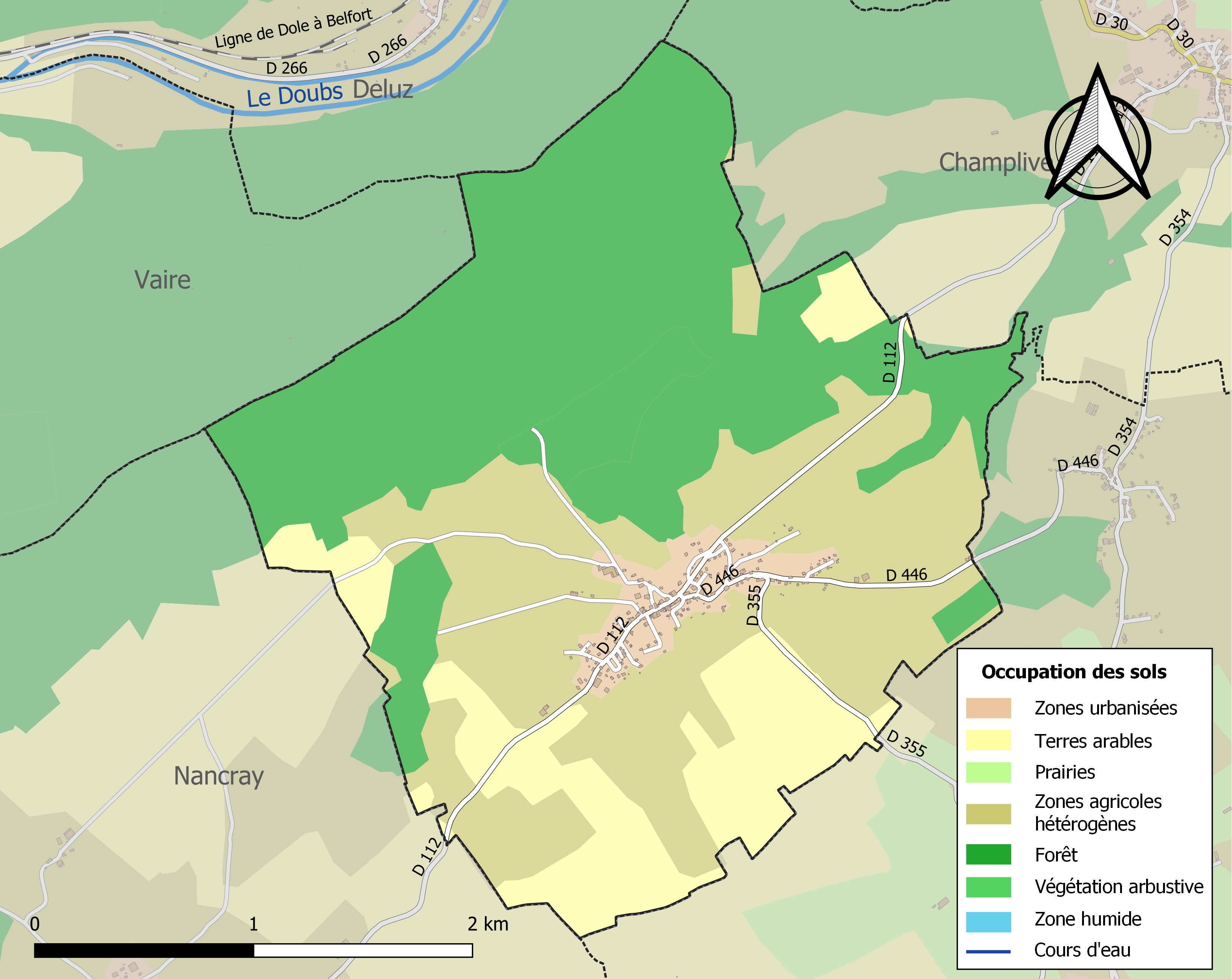
Carte des infrastructures et de l'occupation des sols de la commune en 2018 (CLC).

## Histoire
La communauté d'Osse est citée pour la première fois en 1120 dans le cartulaire de l'abbaye Saint-Paul de Besançon. Durant la période révolutionnaire, l'esprit public des habitants est réputé mauvais, les agents et adjoints de la commune jugés mauvais citoyens sont suspendus en 1798. Plusieurs prêtres réfractaires choisissent Osse pour cachette. La commune songe à honorer ses enfants victimes de la guerre 1914 - 1918 mais c'est seulement en 1938 que sera érigé le monument aux Morts. Subissant les effets de l'exode rural après guerre, la population tombe à 130 habitants en 1968. Commune essentiellement agricole, ses terres ont été augmentées par le défrichement de la Corne d'Osse en 1528, mais aussi commune viticole. La présence de minerai amène les maîtres de forge de la Grâce Dieu en 1816 à extraire une superficie de 50 ares à la forêt du Bois-Bas et à installer un lavoir à bras sur la source proche.

## Toponymie
Ors en 1120 ; Ossa en 1148 ; Oyssa en 1180 ; Oysse en 1257 ; Ossa en 1314 ; Ossia au XIVe siècle ; Osse au XVIe siècle ; Osses en 1614.

## Hydrologie
La branche secondaire du Gour de Bouclans serpente au bas du village où se trouvent plusieurs étangs. Osse comptait autrefois 5 puits qui assuraient son alimentation en eau. Deux sources aménagées en abreuvoirs complétaient les puits équipés d'auges, pour désaltérer le bétail.
Les maîtres de forge de la Grâce-Dieu, qui exploitaient le minerai de fer dans la forêt du Bois Bas au XIXe siècle, le lavaient dans une source captée à cet effet.
Le village dispose encore de deux fontaines du XIXe siècle associées à des abreuvoir ou lavoir.

## Politique et administration
| Période                                  | Période                   | Identité                                        | Étiquette | Qualité                                                              |
| ---------------------------------------- | ------------------------- | ----------------------------------------------- | --------- | -------------------------------------------------------------------- |
| mars 2001                                | En cours (au 31 mai 2020) | Charles Piquard, Réélu pour le mandat 2020-2026 | UMP-LR    | Retraité Président de la Communauté de communes de Vaîte - Aigremont |
| Les données manquantes sont à compléter. |                           |                                                 |           |                                                                      |

## Démographie
L'évolution du nombre d'habitants est connue à travers les recensements de la population effectués dans la commune depuis 1793. Pour les communes de moins de 10 000 habitants, une enquête de recensement portant sur toute la population est réalisée tous les cinq ans, les populations de référence des années intermédiaires étant quant à elles estimées par interpolation ou extrapolation. Pour la commune, le premier recensement exhaustif entrant dans le cadre du nouveau dispositif a été réalisé en 2007.

En 2022, la commune comptait 364 habitants, en évolution de +11,66 % par rapport à 2016 (Doubs : +1,88 %, France hors Mayotte : +2,11 %).
| 1793 | 1800 | 1806 | 1821 | 1831 | 1836 | 1841 | 1846 | 1851 |
| ---- | ---- | ---- | ---- | ---- | ---- | ---- | ---- | ---- |
| 137  | 236  | 260  | 267  | 274  | 287  | 286  | 292  | 323  |

| 1856 | 1861 | 1866 | 1872 | 1876 | 1881 | 1886 | 1891 | 1896 |
| ---- | ---- | ---- | ---- | ---- | ---- | ---- | ---- | ---- |
| 298  | 288  | 296  | 258  | 264  | 247  | 248  | 219  | 205  |

| 1901 | 1906 | 1911 | 1921 | 1926 | 1931 | 1936 | 1946 | 1954 |
| ---- | ---- | ---- | ---- | ---- | ---- | ---- | ---- | ---- |
| 186  | 186  | 163  | 188  | 173  | 164  | 145  | 131  | 131  |

| 1962 | 1968 | 1975 | 1982 | 1990 | 1999 | 2006 | 2007 | 2012 |
| ---- | ---- | ---- | ---- | ---- | ---- | ---- | ---- | ---- |
| 130  | 130  | 162  | 251  | 267  | 298  | 315  | 317  | 335  |

| 2017 | 2022 | - | - | - | - | - | - | - |
| ---- | ---- | - | - | - | - | - | - | - |
| 323  | 364  | - | - | - | - | - | - | - |

## Culture locale et patrimoine

### Lieux et monuments
- L'église Saint-Jean-Baptiste. Une première citation en fait mention en 1148 concernant l'ecclesia d'Osse, qui est alors confiée à Saint-Jean de Besançon. Cette église relève du patronage du chapitre métropolitain, de même qu'une partie de Vauchamps. En 1363 elle est unie à l'église de Bouclans, alors sous le patronage de l'abbaye Saint-Vincent de Besançon. Les deux patrons continuent d'exercer leur patronage et assurent la présentation alternativement. En 1684 une sentence ordonne aux habitants d'Osse de s'entendre avec leur curé, afin de réparer l'église et le presbytère de Bouclans. Une église existe-t-elle encore à Osse à cette époque, nous l'ignorons, mais en 1744 des travaux sont exécutés sur le clocher qui menace ruine et une sacristie est construite. Ce bâtiment semble donc fort délabré, ce qui amène les habitants à déposer une requête auprès de l'intendant du comté de Bourgogne en 1776 afin d'être autorisés à vendre le bois de réserve pour financer la reconstruction de l'église. Déboutés, les habitants ont alors recours au Grand Maître de la maîtrise des Eaux et Forêts qui charge son architecte de l'expertise en mars 1777. Ce dernier reconnaît que cette église couverte en laves est très humide et qu'il y a obligation de construire un nouveau bâtiment sur un autre emplacement. Les travaux paraissent avoir été achevés en 1784. Le clocher, détérioré par un orage en 1939, ne sera refait qu'en 1947[21].
- Les sources qui alimentent une des branches du ruisseau du Gour (la source principale étant située dans le village de Bouclans).
- Les bâtiments municipaux.
  - Mairie
  - Ecole
  - Ancien lavoir

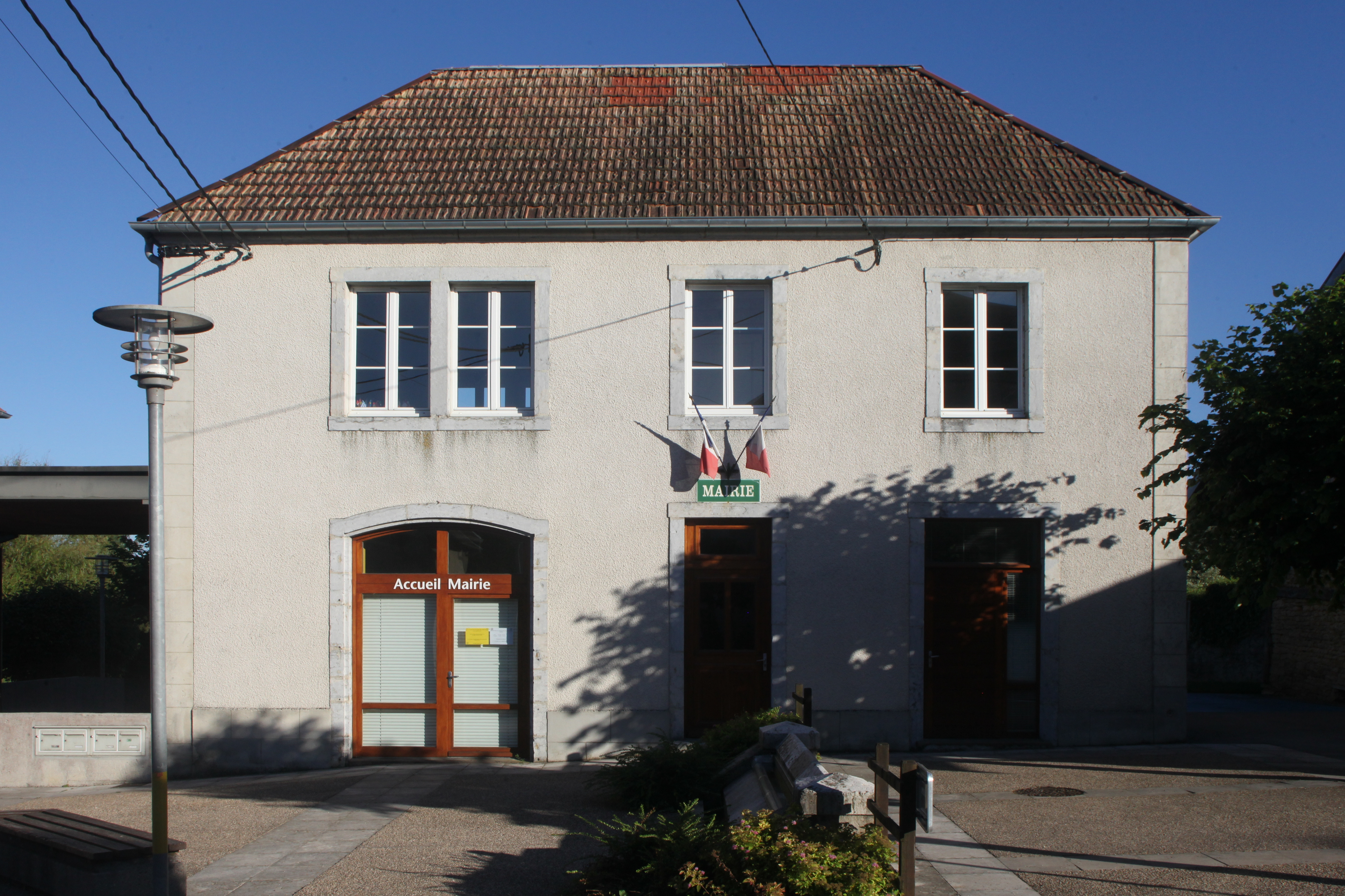
Mairie.
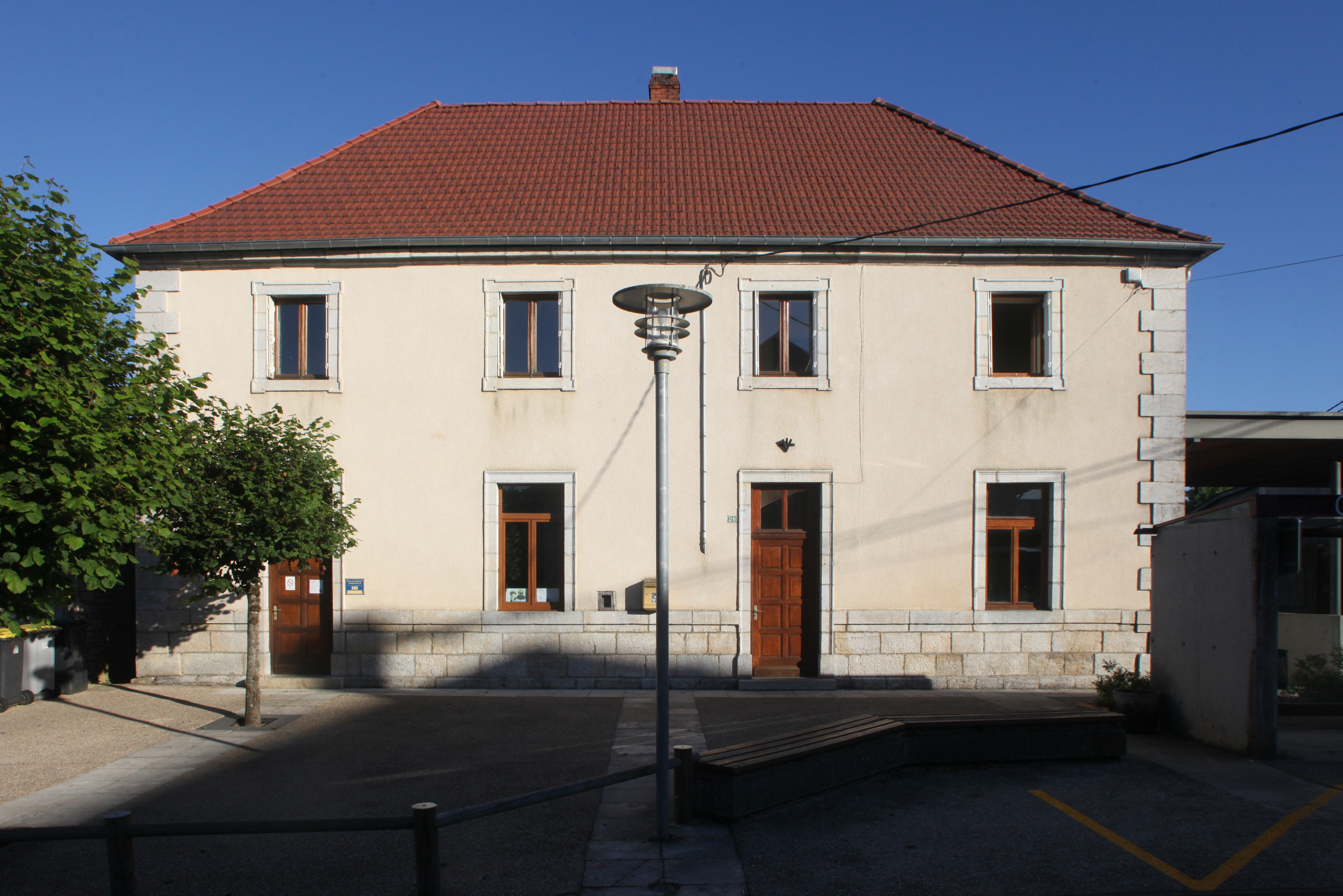
École.
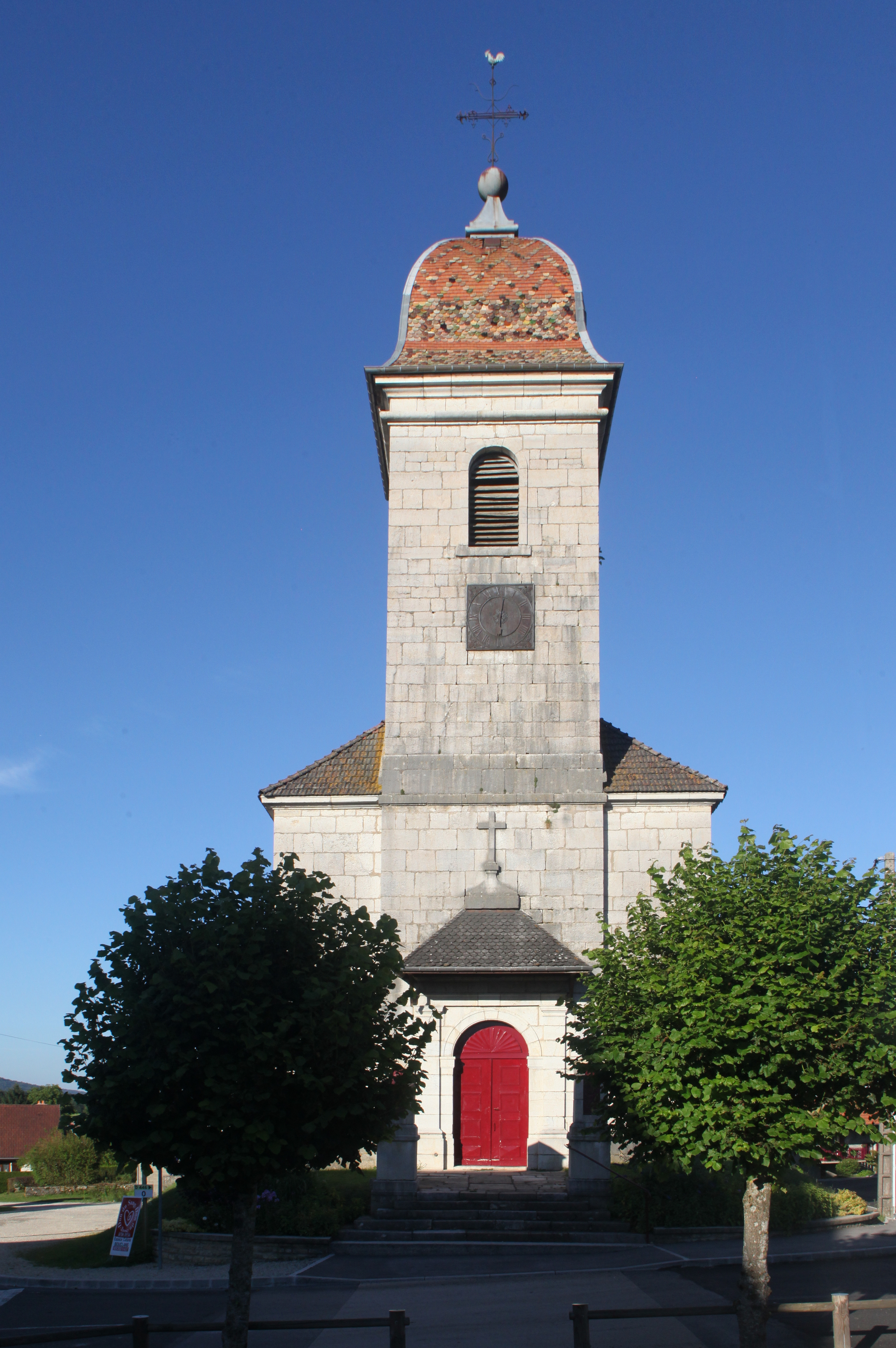
Église.
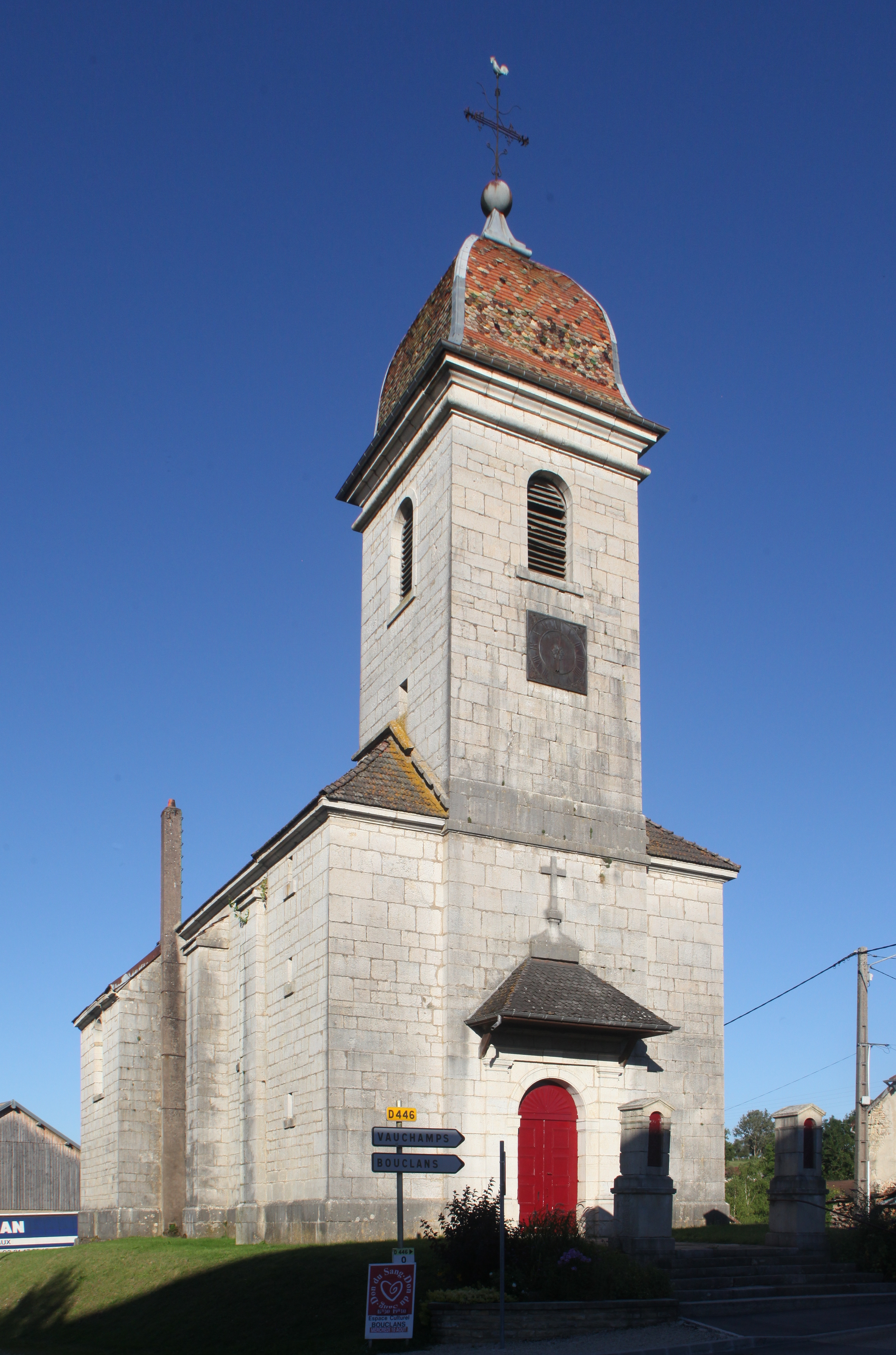
Église.
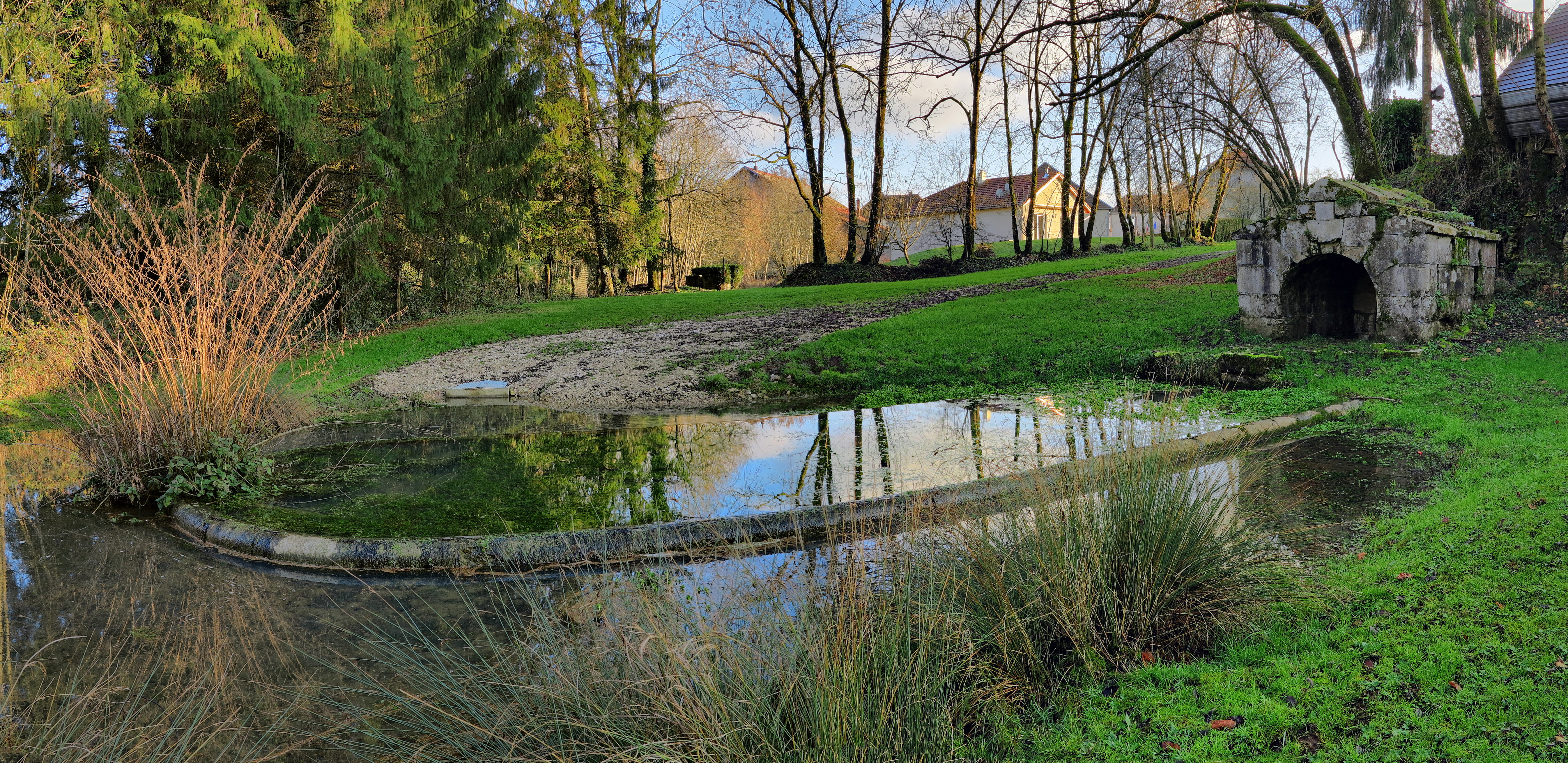
Fontaine et abreuvoir.
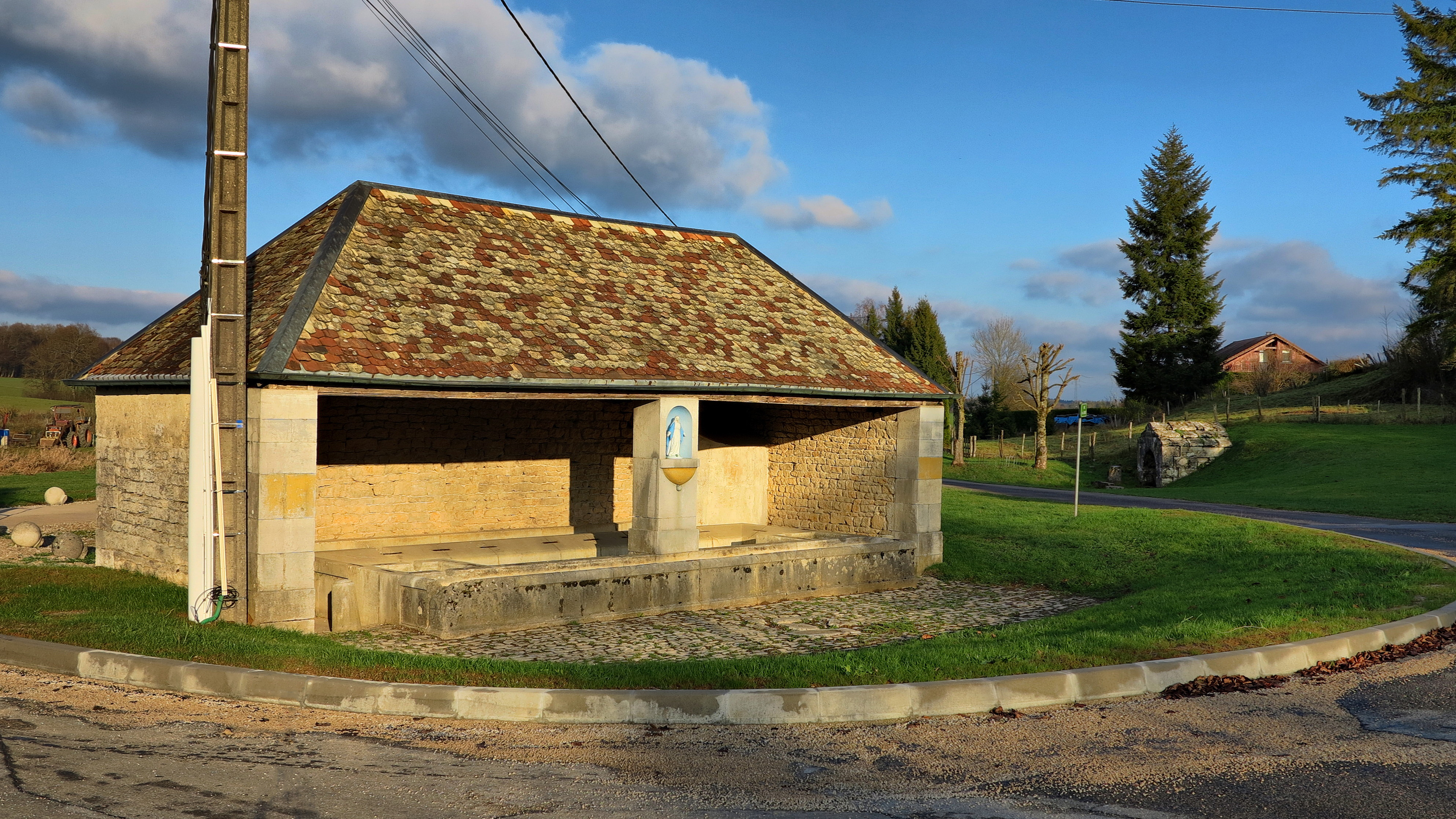
Fontaine-lavoir/abreuvoir

## Personnalités liées à la commune

### Héraldique
| Blason de Osse | Blason  | Écartelé : au 1er de gueules à deux bars adossés d'or, au 2e d'argent à trois trèfles de gueules, au 3e d'argent au sapin de sinople fûté de tenné, au 4e d'azur au héron d'argent, becqué et membré d'or. |
| Blason de Osse | Détails | Adopté en 2019. |